# Робинс, Янис
Янис Робинс (латыш. Jānis Robiņš; 3 августа 1925 года, Рига — 14 декабря 2013 года, Миннесота) — латвийский изобретатель. Янис Робинс изобрел современную технологию чугунного литья, которую используют около 90 % современных чугунолитейных цехов во всем мире.
В 1949 году переехал жить в США. Окончил Вашингтонский университет. Янис Робинс изобрел свою технологию в начале 60 годов. Новая технология литья Робинса улучшила качество, снизила энергозатраты и значительно ускорила процесс литья. Технология Робинса также была адаптирована к литью алюминия и других цветных металлов.
На протяжении более чем 50 лет собирал коллекцию документов о латвийских организациях и активистах в США. Коллекция хранится в Elmer L. Andersen Library, University of Minnesota.

## Публикации
- Structural effects in metal ion catalysis of isocyanate-hydroxyl reactions / Applied Polymer, Volume 9, Issue 3, March 1965, Pages 821—838.